# 카밀 코스텍
카밀 코스텍(Camille Kostek, 1995년 6월 12일 ~ )은 미국의 모델, 배우이다. 2019년 스포츠 일러스트레이티드 수영복 특집 커버를 장식하면서 전 세계적으로 이름을 알렸다.